# Charles Vernon
Charles Vernon, detto Charlie (Asheville, 8 marzo 1948), è un trombonista e insegnante statunitense, trombone basso della Chicago Symphony Orchestra e professore di trombone alla DePaul University di Chicago (Illinois).

## Biografia

### Formazione
Nativo di Asheville, Carolina del Nord, Charlie Vernon ha frequentato il Brevard College e la Georgia State University. I suoi insegnanti più importanti sono stati Edward Kleinhammer ed Arnold Jacobs, entrambi ex componenti della Chicago Symphony Orchestra, rispettivamente come trombone basso e basso tuba.

### Carriera
Vernon è entrato a far parte della CSO nel 1986, arrivando dalla Philadelphia Orchestra, dove era entrato nel 1981. Tra i colleghi avuti nel periodo di Philadelphia sono da ricordare Glenn Dodson e Joseph Alessi. Precedentemente Vernon ha ricoperto la stessa posizione nella Baltimore Symphony Orchestra dal 1971 al 1980 e nella San Francisco Symphony dal 1980 al 1981.
Vernon è stato docente alla The Catholic University of America, alla Temple University, alla New School of Philadelphia, al Philadelphia College of Performing Arts (adesso chiamata University of the Arts in Philadelphia, e al Curtis Institute of Music.
Attualmente collabora come consulente con la Selmer Instrument Company ed è frequentemente artista ospite per la International Trombone Association. Ha fatto numerose esibizioni da solista in tutto il mondo. Nell'aprile del 1991, con la CSO diretta da Daniel Barenboim, ha tenuto la prima esecuzione del Concerto per Trombone Basso di Ellen Taaffe Zwilich, che l'orchestra ha commissionato per i festeggiamenti del centenario. Nel 2006, Vernon e la CSO hanno tenuto la prima esecuzione di "Chick 'a' Bone Checkout" un concerto per trombone contralto,  tenore e basso, scritto dal trombonista e compositore Christian Lindberg.
Nel 1983 ha pubblicato un fascicolo didattico intitolato 'Daily Routine for Trombone', che successivamente ha avuto diverse edizioni e integrazioni.
Numerose le sue presenze per Masterclass e concerti in Italia: Fossano, Santa Fiora, Firenze, Ploaghe, Sinnai, nel 2017 a Gerace e nel 2022 a Ottati.
Come atleta dilettante, Vernon è un assiduo nuotatore ed è membro degli Evanston Masters Swim Team.